# Ben W. Hooper
Ben Walter Hooper, batizado como Bennie Walter Wade (13 de outubro de 1870 – 18 de abril de 1957), foi um político estadunidense, o 31º Governador do Tennessee, com mandato de 1911 até 1915. Ele foi um de apenas três republicanos, que ocupou cargo do final da Reconstrução dos Estados Unidos até a segunda metade do século XX, tendo sido eleito devido a divisões no partido democrático estado. Durante seus dois mandatos, ele assinou várias leis de proibição, decretou uma medida exigindo a escolaridade obrigatória e assinou uma lei exigindo o pagamento do salário direto para as mulheres trabalhadoras.
Hooper serviu como um membro do Conselho de trabalho de estradas de ferro dos EUA durante a administração de Warren G. Harding no início da década de 1920, onde ajudou a evitar a greve dos trabalhadores de vias férreas em 1921. Mais tarde trabalhou como chefe agente de compra de terras para o Great Smoky Mountains National Park.

## Início de vida
Hooper era filho de pais separados, sua mãe era Sarah Wade, nasceu em Newport (Tennessee), no Condado de Cocke, Tennessee Oriental. Seu pai, Lemuel Washington Hooper I, foi um médico que quando de seu nascimento estava envolvido com outra mulher. Ben e sua mãe mudaram-se para Mossy Creek ( atualmente cidade de Jefferson), após foram para New Market, posteriormente para bairros pobres de Knoxville. Lá, sua mãe, incapaz de cuidar dele, colocou no orfanato St. John's, operado pela Igreja Episcopal. Quando ele estava com nove anos, Ben foi adotado legalmente por seu pai, que acrescentou o sobrenome Hooper e cuidou dele em Newport (Tennessee) nos moldes de uma família Batista.
Devido ao estigma social em torno do seu nascimento, Hooper esforçou-se como criança em Newport, embora mais tarde escreveu que isto fez dele mais determinado a ter sucesso. Ele se formou em 1890 na Baptist-affiliated Carson-Newman na cidade de Jefferson. Em seguida, estudou direito com o juiz Horace Nelson Cate e foi admitido para a advocacia em 1894. Hooper serviu por dois mandatos na Câmara dos Representantes do Tennessee, entre 1893 e 1897.
Durante a Guerra Hispano-Americana, Hooper serviu como capitão da Companhia "C" no 6º Regimento de voluntários de infantaria, que era comandado pelo seu companheiro Tennesseano do leste, coronel Lawrence de Tyson. A unidade estava posicionada na área de Arecibo ao norte de Porto Rico durante a maior parte da guerra e com pouca ação em combates.
Entre 1906 e 1910, Hooper foi Advogado Assistente dos Estados Unidos para Corte Distrital dos Estados Unidos do leste de Tennessee.

## Governador
Por volta de 1910 uma divisão desenvolveu-se no partido democrático do Tennessee sobre a questão da proibição. Uma facção, liderada por Edward W. Carmack, queria manter a ampliação de quatro milhas da lei estadual (que proibiu a venda de bebidas alcoólicas dentro de quatro milhas de qualquer escola) em todo o estado, enquanto a outra facção, liderada pelo governador Malcolm R. Patterson, queria as grandes cidades isentas de proibição. Essa divisão foi acentuada pelo assassinato de Carmack por um aliado de Patterson em 1908, aumentando com o perdão penal concedido por Patterson para assassino em 1910. Quando Patterson tentou controlar as eleições primárias do partido durante as eleições de 1910, numerosos democratas abandonaram o partido para lançarem-se como independentes, que ficaram conhecidos como os "democratas independentes."

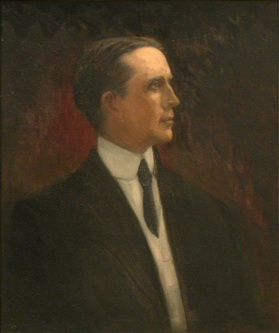
Retrato do Governador Hooper por Willie Betty Newman

O partido republicano do Tennessee também sofria de divisões internas em 1910, como os chefes do partido Walter P. Brownlow e Newell Sanders estavam envolvidos em uma disputa de poder. A facção de Brownlow apoiava Alfred A. Taylor, irmão do ex-governador democrata Robert Love Taylor, como candidato do partido, enquanto que a facção de Sanders apoiava Hooper. A facção de Sanders e os democratas independentes formaram uma aliança, mais tarde conhecido como os "Fusionists", acordando em apoiar outros candidatos. Com este apoio, Hooper foi capaz de ganhar a nomeação republicana, enquanto aliados de Patterson foram derrotados nas eleições judiciais em agosto.
Percebendo que ele tinha poucas chances de vencer, Patterson retirou-se da disputa algumas semanas antes da eleição geral e os Democratas rapidamente nomearam Robert Love Taylor na esperança de salvar a unidade do partido. O movimento não teve sucesso, no entanto, e Hooper derrotou Taylor com 133.074 votos sobre 121.694 e tornou-se governador.
A sessão legislativa de 1911 foi tumultuada, com os Fusionists controlando a Câmara dos Representantes, e os demais democratas, conhecidos como "Democratas Regulares", controlavam o Senado estadual. Embora ambas as casas lutassem em divergência e sem quórum, Hooper obteve a aprovação das leis limitando o trabalho infantil e exigindo que os salários das mulheres fossem pagos diretamente para elas, em vez de seus maridos conforme a lei antiga. Hooper também promulgou um regulamento de controle de alimentos e medicações, e também autorizou os municípios a emitirem títulos para estabelecimento de hospitais e comprar propriedades para as escolas.
Na disputa para governador em 1912, republicanos do estado estavam divididos entre apoiadores de William Howard Taft e Theodore Roosevelt. Os adeptos deste último, liderados por John Chiles Houk, romperam com o partido e nomearam William Poston para governador em uma chapa progressista. Democratas estaduais também permaneceram divididos, com os "democratas regulares" nomeando o ex-governador Benton McMillin e os "democratas independentes" apoiando Hooper em uma chapa Fusionist. No dia da eleição, Hooper venceu com 124.641 votos sobre os 116.610 de McMillin, e 4.483 de Poston.
Durante o segundo mandato Hooper assinou medidas exigindo a escolaridade obrigatória para crianças entre 8 e 14 anos de idade, e ordenou aos Conselhos escolares de condado fornecerem transporte escolar. Hooper também estabeleceu as inspeções em bancos estatais, implementou um sistema de liberdade condicional para presidiários do Estado e estabeleceu mudança de execução por enforcamento para electrocussão. As pensões foram autorizadas para veteranos e viúvas da Guerra Civil americana. Ele também assinou o chamado Jug Bill, que proibia o transporte de bebidas alcoólicas dentro do Estado, e o Nuisance Bill, que permitia que apenas dez cidadãos eram necessários para uma petição de remoção de salões e casas de apostas de uma localidade.
Nas eleições de 1914, os Democratas Regulares aceitaram a proibição estadual como parte da plataforma do partido, terminando assim com as divisões internas do partido. Sem o apoio dos democratas independentes, Hooper foi derrotado pelo candidato democrata Thomas C. Rye, por 137.656 votos sobre 116.667.

## Últimos anos e morte
Findo o seu mandato de governador, Hooper retornou ao seu escritório de advocacia em Newport (Tennessee) e manteve seu interesse em assuntos públicos e política republicana. Ele disputou para o Senado dos Estados Unidos, em 1916, mas foi derrotado pelo político democrata em crescente destaque Kenneth D. McKellar. Em 1921, o presidente Warren G. Harding nomeou Hooper para o Comitê de ferrovias em Chicago. Hooper tornou-se uma figura nacional na gestão da arbitragem trabalhista, quando trabalhou para por fim de uma greve de ferroviários que estava prevista para 30 de outubro de 1921.
Na década de 1920 e 1930, Hooper foi chefe agente de compra de terras para o Great Smoky Mountains National Park, na fronteira de Tennessee e Carolina do Norte.
Em 1934, aos 64 anos, Hooper investiu em uma tentativa malsucedida de retorno político como o candidato republicano contra o seu adversário de 1916, senador Kenneth McKellar, mas recebeu apenas 35,8% dos votos.
Hooper morreu de pneumonia em Carson Springs, no Condado de Cocke em 18 de abril de 1957. Ele está enterrado no cemitério União em sua terra natal, Newport (Tennessee), Tennessee.

## Família e legado

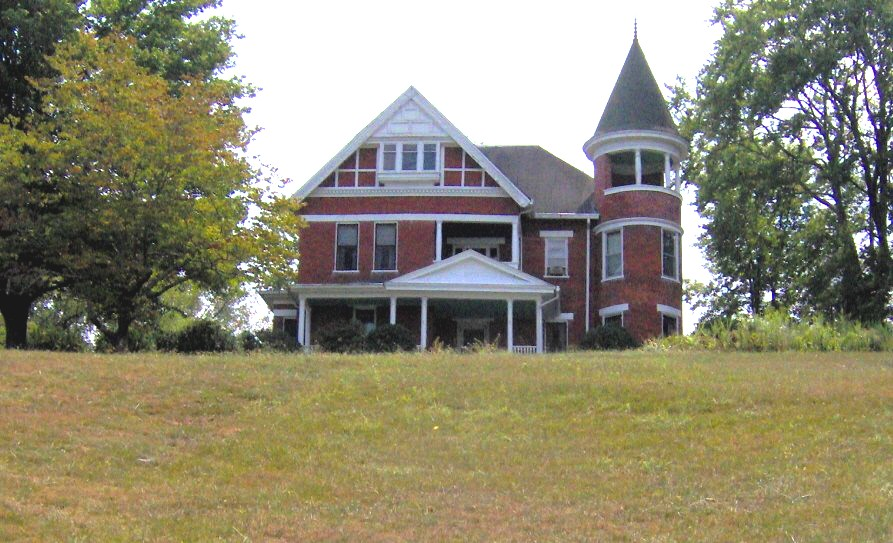
Elm Hill, a residência de Hooper em Newport (Tennessee), Tennessee

Hooper casou com Anna Belle Jones em 1901. Eles tiveram seis filhos: Anna, Ben, James, Margaret, Lemuel e Newell. O Neto de Hooper, Ben W. Hooper II, tornou-se Juiz da Corte Geral do Condado de Cocke.
Hooper escreveu uma autobiografia, The Unwanted Boy (O menino não desejado), que foi publicada postumamente em 1963. Em 1946, publicou um livro, Elections in Tennessee.
A residência de Hooper, Elm Hill, construída em 1885 pelos pais de sua esposa, ainda está em Newport (Tennessee) e foi listada no Registro Nacional de lugares históricos. The Ben W. Hooper Vocational School, que abriu em Newport, em 1976, foi assim nomeado em sua homenagem. A escola é agora parte da Cocke County High School.
No início de 2000, Hooper foi personagem de uma história intitulada "Quem é seu pai?", que circulou via e-mail na internet. A história, embora consideravelmente embelezada, baseou-se em incidentes que Hooper recorda em sua autobiografia.